# Vanna Scotti
Vanna Scotti (Romanengo, 28 febbraio 1940) è una cantante italiana.

## Biografia
Appassionata di musica jazz, inizia ad esibirsi nei locali del cremonese, finché viene scoperta dal maestro Gino Mescoli, che nel 1960 le propone un contratto discografico con la Phonocolor, con cui incide i primi dischi ed ha le prime apparizioni televisive.
Passata alla Style, vince il Festival del Jazz che si tiene a Saint-Vincent nel 1962 con Saint Vincent's Blues e partecipa a Un disco per l'estate 1964 con Quando parto per il mare.
Nel 1966 passa alla Bentler, pubblicando il primo 45 giri della nuova casa discografica, Buonanotte per tutte le notti/Baciar baciar baciare; nello stesso anno partecipa al Festival di Zurigo con Ma chi credi d'essere? e al Cantastampa, ed è l'ospite fisso della trasmissione televisiva Andiamoci piano, in onda sul Secondo Canale e condotta da Enrico Simonetti, in cui la Scotti canta in ogni puntata una canzone del passato accompagnata alla chitarra da Franco Cerri.
L'anno successivo pubblica su etichetta Tecla un EP in Portogallo e partecipa al Festival di Zurigo con Ragazzo di ieri.
Nel 1968 passa alla Parlophon, per cui incide L'uomo sulla collina, cover di The Fool on the Hill dei Beatles, con testo italiano scritto da Bruno Lauzi.
Alla fine del decennio abbandona la musica leggera e per qualche anno si dedica al jazz, fino a ritirarsi a vita privata a metà degli anni settanta.

## Discografia parziale

### Singoli
- 1961: Brrr...che freddo!/Tingeling (Phonocolor, MS 1125)
- 1961: Non esiste l'amor/Amore baciami (Phonocolor, MS 1137)
- 1961: Tu mi vuoi bene...(e non lo sai)/Stai qui (Phonocolor, MS 1165)
- 1961: Canary Twist/Prendi una matita (Phonocolor, MS 1169)
- 1961: Canary Twist/Tu mi vuoi bene (Phonocolor, MS 1178)
- 1962: Stanotte no!/Io la penso così (Style, STMS 505)
- 1962: Donna di lamè/Birilli (Style, STMS 509)
- 1962: Bottoni/Dondo dondolando (Style, STMS 512)
- 1962: I vent'anni/Tocco il cielo (Style, STMS 528)
- 1962: Ah!Ah!La luna/Fu così (Style, STMS 530)
- 1962: Original madison/A Dubliu (Style, STMS 533; solo lato B, sul lato A John Foster)
- 1962: Carmen di Trastevere/Dondo dondolando (Style, STMS 536)
- 1962: Saint Vincent's Blues/Un po' di jazz (Style, STMS 538)
- 30 novembre 1962: Ghirigori/Io la penso così (Style, STMS 541)
- 1963: Giovane giovane/Perché perché (Style, STMS 544)
- 1963: In casa mia/Prendi la tua roba (Style, STMS 553)
- 1963: Fino alla fine del mondo/Il tergicristallo (Style, STMS 555)
- 1964: Che tipo sei?/Ma una sera... (Style, STMS 576)
- 1964: Mandala via/Vado a spasso...ma non voglio lei/Quando sei con lei (Style, STMS 587)
- 1965: Goldfinger/Gli amici di ieri (Style, STMS 605)
- 1966: Buonanotte per tutte le notti/Baciar baciar baciare (Bentler, BE/NP 5001)
- 1966: Una romantica avventura/Ancora/Stradivarius (Bentler, BE/NP 5004)
- 1966: Ma chi credi d'essere?/Un lago salato (Bentler, BE/NP 5005)
- 1967: Ragazzo di ieri/Può tornare come prima (Bentler, BE/NP 5020)
- 1968: L'uomo sulla collina/Digli che lo amo (Parlophon, QMSP 16448)
- 1971: Un quarto d'ora/Non è finito il mondo (Eldorado, EL/NPC 7001)

### EP
- 1967: Può tornare come prima/Ancora/Ma chi credi d'essere?/Ragazzo di ieri (Tecla, TI 10010; pubblicato in Portogallo)